# Bergheim (AOC)
Pour les articles homonymes, voir Bergheim (homonymie).
Le bergheim, ou alsace Bergheim, est un vin blanc produit essentiellement sur la commune de Bergheim et d'une façon marginale sur celle de Ribeauvillé, dans le département du Haut-Rhin, uniquement avec le cépage gewurztraminer.
C'est une dénomination géographique complémentaire créée en septembre 2014 au sein de l'appellation vin d'Alsace.